# Carolina Beatriz Ângelo
Carolina Beatriz Ângelo, född 1878, död 1911, var en portugisisk läkare och feminist. 
Hon var verksam i kampanjen för rösträtt som ordförande för Liga Republicana das Mulheres Portuguesas och medgrundare av Associação de Propaganda Feminista.
Hon blev år 1911 den första kvinnan som röstade i Portugal genom att peka på att lagen definierade en rösträttsberättigad medborgare som en läskunnig person över 21 års ålder som var överhuvud för ett hushåll (myndig), en definition hon som änka uppfyllde. Hennes handling ledde till att lagen ändrades 1913 och uttryckligen definierade könet på en röstberättigad. 